# طوبينيات العالم القديم
الطوبيناوات أو طوبينيات العالم القديم (الاسم العلمي: Talpinae)، هي فصيلة فرعية من الثدييات تتبع فصيلة الطوبينيات ضمن رتبة شفويات الأعور.